# Una città chiamata Alice
Una città chiamata Alice è una miniserie televisiva australiana del 1981 diretto da David Stevens. È tratta dal romanzo di Nevil Shute, scrittore inglese, che vendette 7 milioni di copie in 14 lingue diverse.
Dallo stesso libro, nel 1956, fu tratto il film La mia vita comincia in Malesia.

## Trama
Malesia, 1944. Jean Paget (Helen Morse), giovane donna inglese, viene catturata dai giapponesi poco prima della caduta di Singapore. Insieme a lei vengono prese altre donne, con le quali dividerà la prigionia, allietata solo dall'amicizia con l'australiano Joe Harmann (Bryan Brown). Quando questi torna in Australia, le donne restano da sole con i loro carcerieri. A fine guerra ognuna torna a casa propria, ma Jean ha già deciso: seguirà Joe in Australia.